# 炉院街
炉院街（維吾爾語：لۇيۇەن كوچىسى‎）是中华人民共和国新疆维吾尔自治区乌鲁木齐市沙依巴克区的南北向道路，全长1.5千米，与钱塘江路（北端）、南站货场东路（南端）相连，为双向两车道。炉院街形成于1940年代，因冶铸业集中而得名。现因茶业兴盛形成茶文化街，炉院街茶文化特色街为乌鲁木齐市级特色文化街区。

## 位置布局
炉院街位于中华人民共和国新疆维吾尔自治区乌鲁木齐市沙依巴克区西南部，整体呈南北走向，北端与钱塘江路相接，南端与南站货场东路相接，全长1500米，为城市次干道，其车道为双向两车道。道路自北向南与阿里路、炉院东街等道路相交。
乌鲁木齐市民认为的炉院街范围更广，东起乌鲁木齐河滩快速路，西至乌鲁木齐南站，北侧为钱塘江路，南界为过境公路红武桥。月明楼市场、阿里饭店、炉院茶城等坐落于炉院街。

## 历史

### 炉院之名
1940年以前，炉院街所在地带属于迪化县（今乌鲁木齐县）。彼时，迪化城的冶铸业主要集中在城内江南巷（今中山路南巷），污染严重。民国三十一年（1942年），当局为准备在新疆边防督办公署驻地前修建广场（后形成人民广场），强令附近商户搬迁，其中冶铸业诸商户迁至雅玛里克山脚下。因冶铸业商户集中，形成的街道取名炉院街，并沿用至今。彼时，较大的冶铸业商户包括德巨隆、立成隆、原太炉、富盛炉等。民国三十四年（1945年），炉院街一带划归入迪化市第四区（今乌鲁木齐市沙依巴克区）。

### 开始繁荣
生产资料所有制的社会主义改造时期，炉院街的冶铸业商户先后实行公私合营，合并入如新疆通用机械厂等工厂。但道路名称一直未改，1964年成立的炉院街街道办事处也因炉院街是辖区主要道路而得名。一直到20世纪80年代，炉院街一带依然以菜地为主，住房以土坯房为主。
1985年，炉院街由砂石路改为柏油马路。1989年，位于炉院街的西藏自治区阿里地区行政公署驻乌鲁木齐办事处开始经营阿里饭店，当时饭店的卡拉OK和川菜在乌鲁木齐名噪一时。同时，如月明楼市场等农产品批发市场也开始在炉院街一带集中开设。20世纪80年代末到90年代初，随着当地批发生意的繁荣，炉院街一带的菜地逐渐被楼房替代。

### 茶商聚集
炉院街的中国茶文化起源于20世纪末。1999年，在明月楼市场内经营惨淡的五家福建茶商决定搬迁至户外的炉院街沿街商铺，搬迁后生意有了起色。自此，炉院街开始吸引茶商个体户入驻，逐渐开始形成以茶叶为主导的商业街。2011年，乌鲁木齐市沙依巴克区炉院街片区管理委员会提出炉院街的品牌概念，即“一炉一院一茶壶，一方一土一杯香。”未来建设的茶文化一条街主题选取“一炉一院一茶壶”一句。
2012年，超过110家茶商汇聚于炉院街，当地茶叶销量占全疆销量的八成，炉院街成为新疆茶叶零售批发中心。2012年8月起，沙依巴克区在这些茶商的基础上，开始将炉院街建设成为炉院街茶文化一条街，沿街商户门面统一采用徽派建筑风格。此次新建有品茶区、民俗工艺品区、休闲广场等设施2013年11月，炉院街茶文化一条街二期工程建设完毕。此时在炉院街立起了高2.3米的“茶马古道”主题铜像、1.9米高的茶壶铜像、品茶的七旬“老翁”铜像。工程完工前后，在此汇聚的茶商约180家。建设完成的炉院街建设炉院街茶文化一条街总长1.75千米，并由炉院街扩展到阿里路和炉院东街。
2015年，乌鲁木齐市公布首批乌鲁木齐市级特色文化街区，炉院街以“炉院街茶文化特色街”之名入选。到2016年，超过220家茶商在此经营，经营面积约2万平方米。